# Leonhard Grill
Leonhard Grill (* 1970) ist ein österreichischer Experimentalphysiker. Er arbeitet an der Universität Graz auf dem Gebiet der Nanowissenschaften, insbesondere mit funktionalen Molekülen auf Oberflächen. 

## Werdegang
Nach dem Studium der Physik an der Universität Graz arbeitete Grill bei Silvio Modesti am Istituto Nazionale per la Fisica della Materia (INFM) in Triest an seiner Dissertation (Growth of thin metallic overlayers on Ge(111): Electron confinement and characterization of image resonances by selective electron scattering). Im Anschluss ging er zu Karl-Heinz Rieder an die Freie Universität Berlin (FU Berlin) wo er begann, sich mit der Manipulation einzelner Moleküle mit Hilfe der Rastertunnelmikroskopie (STM) zu beschäftigen. 2009 habilitierte er sich an der FU Berlin und wurde Gruppenleiter am Fritz-Haber-Institut der Max-Planck-Gesellschaft (Abteilung für Physikalische Chemie, geleitet von Martin Wolf). Daneben war er als Privatdozent an der FU Berlin tätig, bevor er 2013 als Professor für Physikalische Chemie an die Universität Graz berufen wurde.

## Forschung
Die Forschungsgruppe von Leonhard Grill verwendet Rastertunnelmikroskopie und -spektroskopie zur Untersuchung und gezielten Manipulation von Molekülen auf Oberflächen. Die Interessen reichen von chemischen Prozessen einzelner Atome und Moleküle über das bottom-up Wachstum zweidimensionaler supra- und makromolekularer Anordnungen bis zu Molekülen mit mechanischen, chemischen, elektronischen, optischen oder elektrischen Funktionalitäten.
Durch das Abziehen einzelner Polymere von einer Metalloberfläche mit Hilfe der Spitze des Rastertunnelmikroskops, konnte Grill zum ersten Mal die Leitfähigkeit einzelner molekularer Drähte in Abhängigkeit ihrer Länge messen. Einzelne molekulare Schalter, basierend auf intramolekularer Isomerisierung oder Protonentransfer, wurden bezüglich des Schaltmechanismus untersucht, wobei ein starker Einfluss der unmittelbaren Umgebung jedes einzelnen Moleküls – sowohl durch das Atomgitter der Oberfläche als auch einzelne Atome in der Nähe des Moleküls – beschrieben werden konnte. Im Forschungsgebiet molekularer Dynamik auf Oberflächen wurden die ersten molekulare Räder über eine Oberfläche gerollt, molekulare Motoren mit Licht angetrieben und einzelne Moleküle mit extrem hoher Präzision gezielt über relativ große Distanzen bewegt. Durch die Kombination eines Moleküls mit einer Oberfläche konnten neuartige molekulare Motoren realisiert werden, die sich mit hundertprozentiger Effizienz in nur eine Richtung bewegen und dabei auch einzelne Kohlenmonoxidmoleküle als „Fracht“ transportieren können. Außerdem hat Grill zusammen mit Stefan Hecht die „covalent on-surface polymerization“ entwickelt, mit der sich molekulare Bausteine auf Oberflächen präzise und stabil verknüpfen lassen.

## Wissenschaftliche Auszeichnungen
- 2024 Forschungspreis des Landes Steiermark
- 2024 Fellow der Royal Society of Chemistry (RSC)
- 2023 “Advanced Grant” des European Research Councils (ERC)[12]
- 2021 „Seraphine-Puchleitner-Preis“ der Universität Graz
- 2017 Sieg im ersten Nanocar Race (gemeinsam mit Grant Simpson und James Tour)[13][14]
- 2011 „Feynman Prize in Nanotechnology“ des Foresight Instituts
- 2010 „Young Leaders in Science“ Stipendium der Schering Stiftung